# BAFTA (премия, 1978)
31-я церемония вручения наград премии BAFTA

Лучший фильм: 

Энни Холл 

Annie Hall
< 30-я Церемонии вручения 32-я >
31-я церемония вручения наград премии BAFTA, учреждённой Британской академией кино и телевизионных искусств, за заслуги в области кинематографа за 1977 год состоялась в 1978 году.

## Полный список победителей и номинантов
| Победители выделены отдельным цветом. |

### Основные категории
| Категории                                               | Победитель и номинанты                                    |
| ------------------------------------------------------- | --------------------------------------------------------- |
| Лучший фильм                                            | • «Энни Холл»                                             |
| Лучший фильм                                            | • «Мост слишком далеко»                                   |
| Лучший фильм                                            | • «Рокки»                                                 |
| Лучший фильм                                            | • «Телесеть»                                              |
| Лучшая режиссёрская работа                              | • Вуди Аллен — «Энни Холл»                                |
| Лучшая режиссёрская работа                              | • Сидни Люмет — «Телесеть»                                |
| Лучшая режиссёрская работа                              | • Ричард Аттенборо — «Мост слишком далеко»                |
| Лучшая режиссёрская работа                              | • Джон Эвилдсен — «Рокки»                                 |
| Лучшая мужская роль                                     | • Питер Финч — «Телесеть»                                 |
| Лучшая мужская роль                                     | • Уильям Холден — «Телесеть»                              |
| Лучшая мужская роль                                     | • Вуди Аллен — «Энни Холл»                                |
| Лучшая мужская роль                                     | • Сильвестр Сталлоне — «Рокки»                            |
| Лучшая женская роль                                     | • Дайан Китон — «Энни Холл»                               |
| Лучшая женская роль                                     | • Фэй Данауэй — «Телесеть»                                |
| Лучшая женская роль                                     | • Шелли Дювалл — «Три женщины»                            |
| Лучшая женская роль                                     | • Лили Томлин — «Позднее шоу»                             |
| Лучшая мужская роль второго плана                       | • Эдвард Фокс — «Мост слишком далеко»                     |
| Лучшая мужская роль второго плана                       | • Колин Блейкли — «Эквус»                                 |
| Лучшая мужская роль второго плана                       | • Зеро Мостел — «Подставное лицо»                         |
| Лучшая мужская роль второго плана                       | • Роберт Дюваль — «Телесеть»                              |
| Лучшая женская роль второго плана                       | • Дженни Эгаттер — «Эквус»                                |
| Лучшая женская роль второго плана                       | • Джоан Плаурайт — «Эквус»                                |
| Лучшая женская роль второго плана                       | • Шелли Уинтерс — «Следующая остановка — Гринвич-Виллидж» |
| Лучшая женская роль второго плана                       | • Джеральдина Чаплин — «Добро пожаловать в Лос-Анджелес»  |
| Самый многообещающий дебютант, исполнивший главную роль | • Изабель Юппер — «Кружевница»                            |
| Самый многообещающий дебютант, исполнивший главную роль | • Олимпия Карлизи — «Середина мира»                       |
| Самый многообещающий дебютант, исполнивший главную роль | • Жаннетт Клифт — «Потайное место»                        |
| Самый многообещающий дебютант, исполнивший главную роль | • Саверио Маркони — «Отец-хозяин»                         |
| Лучший сценарий                                         | • «Энни Холл» — Вуди Аллен, Маршалл Брикман               |
| Лучший сценарий                                         | • «Рокки» — Сильвестр Сталлоне                            |
| Лучший сценарий                                         | • «Телесеть» — Пэдди Чаефски                              |
| Лучший сценарий                                         | • «Эквус» — Питер Шеффер                                  |

### Другие категории
| Категории                             | Победитель и номинанты |
| ------------------------------------- | --- |
| Лучшая музыка к фильму                | • «Мост слишком далеко» — Джон Эддисон |
| Лучшая музыка к фильму                | • «Звезда родилась» — Барбра Стрейзанд, Леон Расселл, Пол Уильямс, Кенни Ашер, Руперт Холмс, Кенни Логгинс, Алан Бергман, Мэрилин Бергман |
| Лучшая музыка к фильму                | • «Шпион, который меня любил» — Марвин Хэмлиш                                                                                             |
| Лучшая музыка к фильму                | • «Эквус» — Ричард Родни Беннетт |
| Лучшая операторская работа            | • «Мост слишком далеко» — Джеффри Ансуорт                                                                                                 |
| Лучшая операторская работа            | • «Бездна» — Кристофер Чаллис |
| Лучшая операторская работа            | • «Валентино» — Питер Сушицки |
| Лучшая операторская работа            | • «Казанова Федерико Феллини» — Джузеппе Ротунно                                                                                          |
| Лучший дизайн костюмов                | • «Казанова Федерико Феллини» — Данило Донати                                                                                             |
| Лучший дизайн костюмов                | • «Валентино» — Ширли Энн Расселл |
| Лучший дизайн костюмов                | • «Джозеф Эндрюс» — Патрик Уитли, Майкл Энналс                                                                                            |
| Лучший дизайн костюмов                | • «Нью-Йорк, Нью-Йорк» — Теадора Ван Ранкл                                                                                                |
| Лучшая работа художника-постановщика  | • «Казанова Федерико Феллини» — Данило Донати, Федерико Феллини                                                                           |
| Лучшая работа художника-постановщика  | • «Валентино» — Филипп Харрисон |
| Лучшая работа художника-постановщика  | • «Мост слишком далеко» — Теренс Марш |
| Лучшая работа художника-постановщика  | • «Шпион, который меня любил» — Кен Адам                                                                                                  |
| Лучший монтаж                         | • «Энни Холл» — Ральф Розенблюм, Уэнди Грин Брикмонт                                                                                      |
| Лучший монтаж                         | • «Мост слишком далеко» — Энтони Гиббс |
| Лучший монтаж                         | • «Рокки» — Ричард Холси |
| Лучший монтаж                         | • «Телесеть» — Алан Хейм |
| Лучший звук                           | • «Мост слишком далеко» — Питер Хоррокс, Саймон Кэй и другие…                                                                             |
| Лучший звук                           | • «Нью-Йорк, Нью-Йорк» — Кэй Роуз, Майкл Колган и другие…                                                                                 |
| Лучший звук                           | • «Звезда родилась» — Боб Гласс, Роберт Кнудсон и другие…                                                                                 |
| Лучший звук                           | • «Телесеть» — Джек Фитцстивенс, Сэндфорд Рэкоу и другие…                                                                                 |
| Лучший короткометражный игровой фильм | • The Bead Game — Ишу Пател |
| Лучший короткометражный игровой фильм | • The Chinese Word For Horse — Кейт Кэннинг                                                                                               |
| Лучший короткометражный игровой фильм | • The Sand Castle — Ко Хоудмен |
| Лучший фильм, основанный на фактах    | • The Living City — Питер де Норманвилль, Сарак Эрулкар                                                                                   |
| Лучший фильм, основанный на фактах    | • Pipeline Alaska — Джон Армстронг |
| Лучший фильм, основанный на фактах    | • Reflections — Ireland — Пэдди Кэри |
| Лучший фильм, основанный на фактах    | • The Shetland Experience — Дерек Уильямс                                                                                                 |
| Лучший специализированный фильм       | • Path of the Paddle — Билл Мэйсон |
| Лучший специализированный фильм       | • Hazchem — Рой Пэйс |
| Лучший специализированный фильм       | • How the Motor Works: Pt II — The Carburettor — Джордж Сигер                                                                             |
| BAFTA Academy Fellowship Award        | • Фред Циннеман — кинорежиссёр, продюсер                                                                                                  |